# Rick Rosenthal
Rick Rosenthal es un director de cine estadounidense nacido el 15 de junio de 1948 en Nueva York, hijo de Richard L. Rosenthal e Hilda Rosenthal (de soltera Gould). Se casó con la actriz Nancy Stephens el 23 de mayo de 1981. Tiene tres hijos. Se ha dedicado sobre todo a la televisión destacando, especialmente por las series Buffy cazavampiros y Smallville.

## Filmografía
- 1981 : Halloween 2 con Jamie Lee Curtis y Donald Pleasence
- 1983 : Bad Boys con Sean Penn
- 1984 : American Dreamer con JoBeth Williams y Tom Conti
- 1987 : Russkies con Joaquin Phoenix
- 1987 : Distant Thunder con John Lithgow
- 1994 : Los pájaros 2: El fin del mundo con Tippi Hedren
- 2002 : Halloween: Resurrection (Halloween 8) con Jamie Lee Curtis
- 2002 : Buffy cazavampiros (episodios Normal Again y Help (Buffy the Vampire Slayer))
- 2003 a 2008 : Smallville (7 episodios)
- 2018 : Halfway There con Matthew Lillard